# ديفيد إيرفينغ
ديفيد جون كاوديل إيرفينغ (بالإنجليزية: David John Cawdell Irving) (ولد في 26 مارس 1938 في إنكلترا). مؤلف إنكليزي منكر للمحرقة اليهودية. كتب عن التاريخ العسكري والسياسي للحرب العالمية الثانية، مع التركيز على ألمانيا النازية. شملت أعماله تدمير درسدن (1963)، وحرب هتلر (1977)، وحرب تشرشل (1987)، وغوبلز: العقل المدبر للرايخ الثالث (1996). ذكر في أعماله أن أدولف هتلر لم يكن على علم بإبادة اليهود، أو في حال علم بذلك، فإنه كان ضدها. رغم أن مزاعم إرفينغ وآراءه الإنكارية بشأن جرائم الحرب الألمانية في الحرب العالمية الثانية (ومسؤولية هتلر عنها) لم تؤخذ على محمل الجد قط من قبل المؤرخين من التيار السائد، إلا أنه عرف بسعة اطلاعه حول ألمانيا النازية وقدرته على اكتشاف وثائق تاريخية جديدة.
بحلول أواخر الثمانينات، توجه إيرفينغ خارج التيار السائد لدراسة التاريخ، وبدأ يتحول من مجرد «طارح بسيط للآراء» إلى «منكر للمحرقة متطرف في آرائه»، وربما تأثر بمحاكمة عام 1988 لمنكر المحرقة إرنست زوندل. أدت تلك المحاكمة، وقراءته لتقرير ليوتشتر للعلم الزائف سنة 1988 إلى توجهه لإنكار المحرقة اليهودية علنًا، نافيًا على وجه التحديد قتل اليهود بالغاز في معسكر اعتقال أوشفيتز.
في سنة 1996، في سياق دعوى التشهير الفاشلة التي رفعها ضد المؤرخة الأمريكية ديبورا ليبشتات وبينغوين بوكس، قرر قاضي المحكمة العليا تشارلز غراي في حكمه أن إيرفينغ أساء عمدًا تمثيل الأدلة التاريخية لترويج إنكار المحركة وتلميع صورة النازيين، وهو رأي شاطره فيه عديد من المؤرخين البارزين. وجدت المحكمة الإنكليزية أن إيرفينغ كان منكرًا نشطًا للمحرقة، وماديًا للسامية وعنصريًا، إذ «لأسبابه الأيديولوجية الخاصة، استمر بتحريف الأدلة التاريخية والتغيير الممنهج لها». فضلًا عن ذلك، وجدت المحكمة أن كتب إيرفينغ حرفت دور هتلر التاريخي في المحرقة ومثلته بصورة إيجابية.

## نشأته
ولد ديفيد إرفينغ وأخوه التوأم نيكولاس، في هاتون قرب برنت وود، إسكس، إنكلترا. كان لديهما أخ يدعى جون وأخت تدعى جينيفر. كان والدهما، جون جيمس كاوديل إيرفينغ (1898-1967)، ضابطًا بحريًا وقادئًا في البحرية الملكية. كانت والدتهما، بيريل إيرفينغ (اسم عائلتها قبل الزواج: نيوينغتون)، رسامة ومؤلفة لكتب الأطفال.
خلال الحرب العالمية الثانية، كان والد إيرفينغ ضابطًا على متن سفينة الطراد الخفيفة «إتش إم إس أدنبره». في 30 أبريل 1942، وبينما كان يرافق السفينة كيو بي 11 ي بحر بارنتس، أصيبت المركبة بأضرار بالغة من الغواصة الألمانية (يو-456). بعد يومين، هوجمت السفينة من قبل مركبة على السطح، وأصبحت السفينة غير قادرة على الاستمرار وأغرقت بطوربيد أطلقته مركبة «إتش إم إس فورسايت». نجا والد إرفينغ من الحادث، ولكنه قطع كل صلة له بزوجته وأولاده.
وصف إرفينغ طفولته في مقابلة مع الكاتب الأمريكي رون روزنباوم بأنها: «على عكس الأمريكيين، فقد عانينا نحن الإنجليز حرمانًا شديدًا، لقد مررنا بطفولة خالية من اللعب. لم تشبه حياتنا تلك الطفولة على الإطلاق. عشنا في جزيرة ازدحمت بجيوش شعوب أخرى». حسب أخيه نيكولاس، كان ديفيد استفزازيًا وكثير المزاح منذ صغره. وقال نيكولاس إيرفينغ أن «ديفيد كان يركض باتجاه المنازل التي قصفت وهو يصرخ هايل هتلر!» وهو بيان نفاه إيرفينغ.
أكمل إيرفينغ قائلًا لروزنباوم أن آراءه الإنكارية حيال الحرب العالمية الثانية ترجع إلى طفولته، وخصوصًا بسبب اعتراضه على الطريقة التي صور بها أدولف هتلر في وسائل الإعلام البريطانية خلال الحرب. أكد إيرفينغ أن آرائه المتشككة بشأن الرايخ الثالث كانت متأصلة في شكوكه بشأن الرسوم الكاريكاتورية التي رسمت عن هتلر وغيره من الزعماء النازيين التي نشرت في الصحافة البريطانية وقت الحرب. 

## سنوات دراسته
بعد إكماله الدراسة في مدرسة برينتوود، درس إيرفينغ للحصول على درجة في الفيزياء من كلية لندن الإمبراطورية، لكنه غادر بعد السنة الأولى. ولم يكمل المقرر بسبب معوقات مادية. عاد إيرفينغ للدراسة لمدة عامين للحصول على درجة في الاقتصاد من قسم الاقتصاد السياسي في جامعة لندن. غير أنه اضطر مرة أخرى إلى الانسحاب بسبب الوضع المادي. خلال تلك الفترة في الجامعة، شارك في مناقشة بشأن قانون الهجرة في الكومنولث، مؤيدًا موقف مؤسس اتحاد الفاشيين البريطاني السير أوزوالد موزلي.

### الجدل حول كارنيفال تايمز
كانت فترة عمل إيرفينغ محررًا لصحيفة كارنيفال تايمز، وهي صحيفة هزلية طلابية تتبع مجلس كارنيفال جامعة لندن، مثيرة للجدل سنة 1959 عندما أضاف إيرفينغ «ملحقًا سريًا» للمجلة. احتوى ذلك الملحق على مقالة وصف فيها هتلر بأنه «أعظم قوة موحدة عرفتها أوروبا منذ شارلمان». رغم مواجهة إيرفينغ الانتقادات بوصف صحيفة كارنيفال تايمز بأنها «ساخرة»، ذكر أيضًا أن «تشكيل الاتحاد الأوروبي هو بمثابة بناء مجموعة من الشعوب المتفوقة، وأن اليهود دومًا نظروًا بعين الشك تجاه موضوع ظهور أي عرق متفوق (باستثناء عرقهم طبعًا». كما اعتبر المعارضون أن الرسم الكاريكاتيري المدرج في الملحق عنصري، وانتقدوا مقالًا آخر كتب فيه إيرفينغ أن الصحافة البريطانية مملوكة لليهود. جرى لاحقًا توظيف متطوعين لإزالة وإتلاف تلك الملحقات قبل نشر المجلة. قال إيرفينغ إن النقد الموجه «قد يكون مبررًا»، ووصف دافعه إلى إصدار ذلك الملحق السري بالكارنيفال تايمز بأنه يهدف إلى منع المجلة من تحقيق ربح يمكن تمريره إلى مجموعة في جنوب أفريقيا اعتبرها «منظمة تخريبية».

## إنكار المحرقة
على مر السنين، تغير موقف إيرفينغ حيال المحرقة على نحو ملحوظ. منذ سبعينيات القرن العشرين على الأقل، كان يشكك أو ينفي تورط هتلر في المحرقة، وما إذا كان النازيون لديهم خطة لإبادة يهود أوروبا أو لا.
أنكر إيرفينغ دائمًا أن هتلر كان معاديًا للسامية، حتى قبل إنكاره العلني للمحرقة. ادعى إيرفينغ أن هتلر لم يستخدم معاداة السامية سوى لمنبره السياسي وأنه بعد توليه السلطة في عام 1933 فقد الاهتمام بها، في حين ظل جوزيف غوبلز وغيره من النازيين معتنقين معاداة السامية. في عام 1977، قال في برنامج تلفزيوني على «بي بي سي 1» أن «هتلر أصبح رجل دولة ثم جنديا... وكانت المسألة اليهودية بمثابة مضايقة له، وإحراج». في عام 1983، لخص إيرفينغ آراءه بشأن هتلر واليهود بقوله «إن أدولف هتلر كان أكبر صديق لدى اليهود في الرايخ الثالث، خصيصًا بعدما اندلعت الحرب» لقد كان الشخص الذي فعل كل ما بوسعه لمنع حدوث أشياء سيئة لهم» في السنة نفسها، قال أيضًا عن هتلر والقتل الجماعي لليهود «هناك سلسلة كاملة من الأدلة من السنة 1938 حتى أكتوبر سنة 1943، وربما بعدها حتى، تشير إلى أن هتلر لم يكن لديه أي علم أبدًا بما كان يحدث حينها». تباهى إيرفينغ بأن لا أحد دحض كلامه.
زعم إيرفينغ في الطبعة الأولى من كتاب «حرب هتلر» سنة 1977 أن هتلر كان ضد قتل اليهود في الشرق. ادعى أن هتلر أمر أيضًا بوقف إبادة اليهود في نوفمبر 1941 (ذكر المؤرخ البريطاني هيو تريفور-روبر أن هذا الاعتراف يتناقض على نحو صارح مع ادعاء إيرفينغ بجهل هتلر بما كان يحدث لليهود في أوروبا الشرقية). في 30 نوفمبر 1941، ذهب هاينريش هيملر إلى مقر هتلر (الذي عرف باسم وكر الذهب) لعقد مؤتمر خاص مع هتلر، وذكر خلاله مصير بعض اليهود في برلين. في تمام الساعة 1:30 ظهرًا، طلب من هيملر إخبار راينهارد هايدريش أن اليهود لا تجب تصفيتهم. اتصل هيملر هاتفيا بالجنرال في قوات الأمن الخاصة النازية أوزوالد بول، القائد العام لمنظومة معسكرات الاعتقال، وأمر: «سيبقى اليهود حيث هم». واحتج إيرفينغ بأن أمر «لا تصفية» كان «دليلًا لا يقبل الجدل» إلى أن هتلر أمر بعدم قتل أي يهودي.

## وصلات خارجية
- ديفيد إيرفينغ على موقع IMDb (الإنجليزية)
- ديفيد إيرفينغ على موقع مونزينجر (الألمانية)
- ديفيد إيرفينغ على موقع إن إن دي بي (الإنجليزية)
- ديفيد إيرفينغ على موقع قاعدة بيانات الفيلم (الإنجليزية)
- موقع ديفيد إيرفينغ